# Madera de agar

Aloe cultivado/madera de agar

La madera de agar, aloe o Madera de los Dioses, más comúnmente conocida como oud o oudh (del árabe: عود, romanizado:  ʿūd, pronunciado pronunciación en árabe: /ʕuːd/), es una madera fragante, oscura y resinosa que se usa en incienso, perfumes y pequeñas tallas a mano. 
Se forma en el duramen de los árboles de Aquilaria después de que se infectan con un tipo de moho Phaeoacremonium, Phialophora parasitica. El árbol secreta defensivamente una resina para combatir la infestación de hongos. Antes de infectarse, el duramen carece en su mayoría de olor y es de color relativamente claro y pálido. Sin embargo, a medida que avanza la infección y el árbol produce su fragante resina como una opción final de defensa, el duramen se vuelve muy denso, oscuro y saturado de resina. Este producto se cosecha y se menciona más famosamente en cosméticos con los nombres aromáticos de oud; sin embargo, también se le llama aloes, agar, gaharu o jinko. Con miles de años de uso conocido y valorado en las comunidades musulmanas, cristianas e hindúes (entre otros grupos religiosos), el oud es apreciado en las culturas de Medio Oriente y el sur de Asia por su fragancia distintiva, evocadora de la masculinidad, utilizada en colonias, incienso y perfumes.

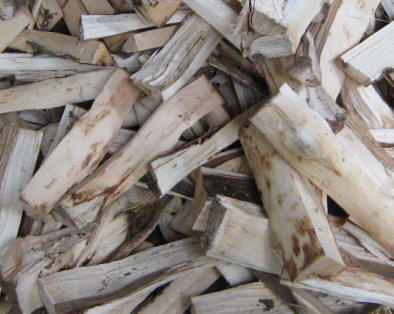
Madera de aquilaria no infectada que carece de la resina oscura.

Una de las razones principales del alto costo de la madera de áloe es el agotamiento del recurso silvestre y las trabas a la exportación de la procedente de plantaciones. Desde 1995, la aquilaria malaccensis, que es la fuente principal, ha sido incluida en el apéndice II (especies potencialmente amenazadas) por la Convención sobre el Comercio Internacional de Especies Amenazadas de Fauna y Flora Silvestres. En 2004, todas las especies de Aquilaria se incluyeron en el Apéndice II; sin embargo, varios países tienen reservas pendientes con respecto a esa inclusión.
Las cualidades aromáticas de la madera de agar están influenciadas por la especie, la ubicación geográfica, el origen de su rama, tronco y raíz, el tiempo transcurrido desde la infección y los métodos de cosecha y procesamiento, siendo la más valorada la de infección natural y no producto de inoculaciones.